# 9239 van Riebeeck
9239 van Riebeeck è un asteroide della fascia principale. Scoperto nel 1997, presenta un'orbita caratterizzata da un semiasse maggiore pari a 2,3236916 UA e da un'eccentricità di 0,2120873, inclinata di 1,94775° rispetto all'eclittica.